# Lamarmora (Brescia)
Lamarmora è un quartiere di Brescia.

## Geografia fisica
Il territorio è pianeggiante. I confini sono delimitati: a sud, dall'autostrada Torino-Trieste; a ovest, da via Corsica fino all'incrocio di via Salgari, quindi da un tratto di via Lamarmora fino al complesso residenziale tra via Rodi e via Cipro, per poi risalire su via Corfù e via Privata De Vitalis fino alla stazione di Brescia; a nord, dalla ferrovia Milano-Venezia; a est, da via San Zeno fino all'incrocio con via Bianchi, quindi dalla ferrovia Brescia-Cremona.
Sono presenti numerosi corsi d'acqua che scorrono principalmente tombinati: il Codignola, il Guzzetta e la Garzetta di San Zeno si diramano dall'antico corso del Garza nei pressi del cavalcavia Kennedy. Il Vaso Garzetta delle Fornaci, scorre nei pressi del confine occidentale, lungo via Corsica.

## Origine del nome
Il toponimo deriva dal Alessandro La Marmora, fondatore del Corpo dei Bersaglieri a cui fu dedicata una strada lungo la quale, a partire dagli anni trenta, fu edificata una prima area residenziale.

## Storia
Fino 30 giugno 1880, l'area oggi occupata dal quartiere appartenne al comune di San Nazzaro Mella. Profondamente rurale, fino all'edificazione della sede della Centrale del Latte, avvenuta nel 1931, quando ebbe inizio la costruzione delle prime abitazioni.
Nel secondo dopoguerra, grazie ad iniziative di edilizia convenzionata, furono costruiti i quartieri Bettinzoli e Perlasca. Nel 1951 arrivò il filobus, mentre due anni dopo fu inaugurata la parrocchiale dedicata a san Giacinto.
Negli anni sessanta, fu costruita la sede dell'ASM Brescia, nel cui retro fu edificata la centrale di rigassificazione e, negli anni settanta, la centrale del teleriscaldamento. Proprio il quartiere fu il primo a essere allacciato a questo servizio.
A partire dagli anni settanta, lungo l'asse di via Cefalonia, sorse il nuovo quartiere dirigenziale di Bresciadue con la nuova filiale della SIP, la sede del Credito Agrario Bresciano, dell'Associazione Industriale Bresciana (AIB), il Crystal Palace e la sede dell'Ubi Banca.
Sulla falsariga di quanto stava avvenendo in altri quartieri, come Mompiano e San Polo, anche a Lamarmora sorse un comitato di quartiere verso la fine del 1970 per rispondere alla domanda di partecipazione alla vita amministrativa degli abitanti. Nel luglio 1972, il consiglio comunale votò a favore per ufficializzare ed estendere queste forme di governo di prossimità a tutta la città. Il consiglio di quartiere di Lamarmora fu eletto il 24 giugno 1973. Cinque anni dopo, la Giunta Trebeschi recepì la legge 278/1976, suddividendo il territorio comunale in nove circoscrizioni. Il quartiere fu assegnato alla Sesta circoscrizione, assieme a Don Bosco e Folzano.
A partire dagli anni Ottanta, diverse aree agricole presenti nel quartiere furono riconvertite a parchi pubblici: il parco Pasinetti, nei pressi della chiesa del Beato Luigi Palazzolo, il parco Fulvio Manzoni e il parco Camillo Tarello, inaugurato nel 2007.
Nel 2007, la Giunta Corsini ridusse il numero delle circoscrizioni portandole da nove a cinque e la Sesta circoscrizione fu assegnata alla Sud.
A seguito dell'abolizione delle circoscrizioni per i nuovi limiti imposti dalla legge 191/2009, nel 2014 la Giunta Del Bono decise di ricostituire gli organi consultivi di rappresentanza dei quartieri. Le prime elezioni del consiglio di quartiere si tennero in tutta la città il 14 ottobre.

## Monumenti e luoghi d'interesse

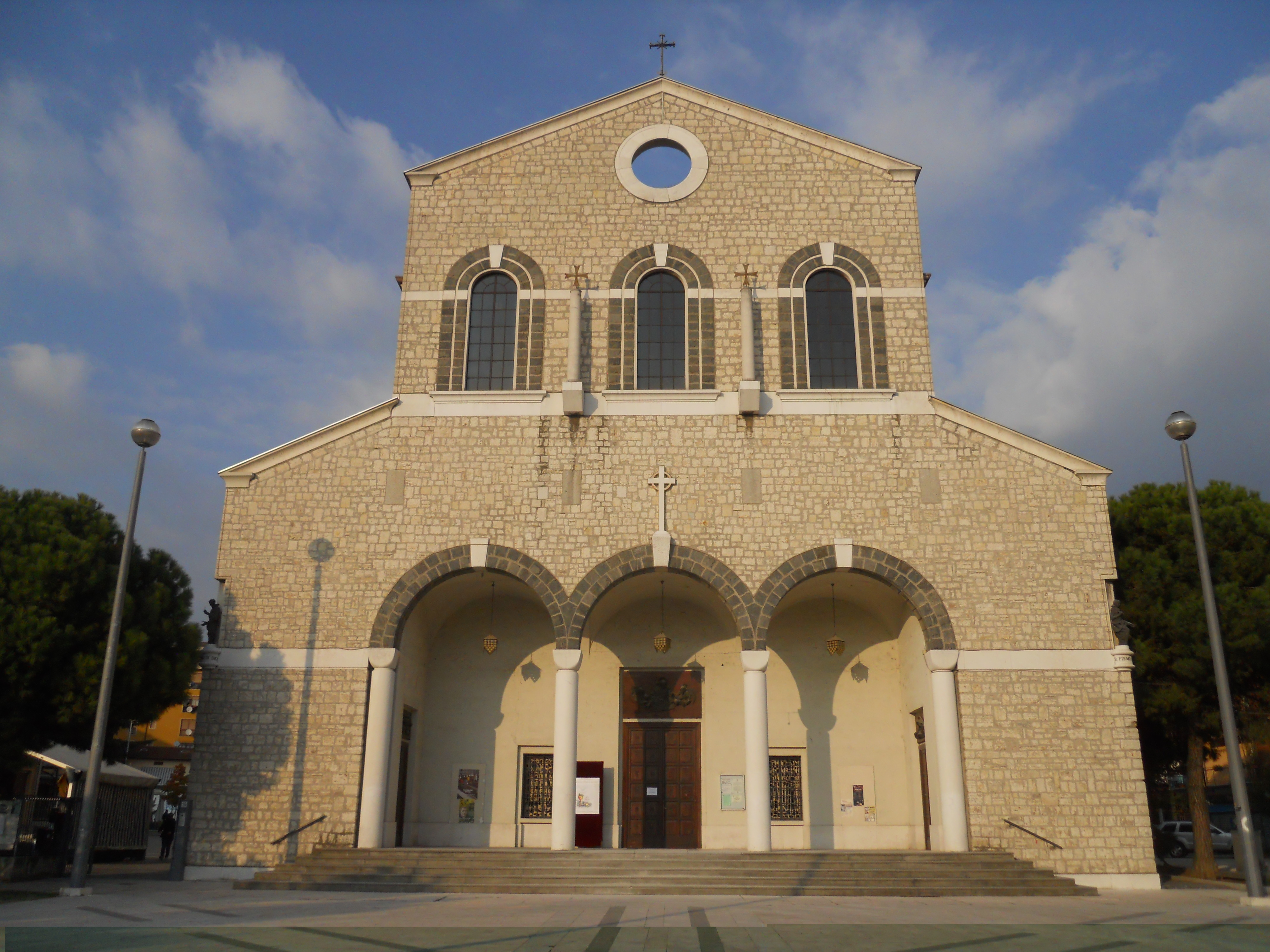
La chiesa di san Giacinto

- Chiesa di San Giacinto: consacrata da Monsignor Giacinto Tredici nel 1953, è una struttura a un'unica navata. Gli interni sono decorati da Oscar Di Prata.[12]
- Chiesa del beato Palazzolo
- Parco Tarello
- Parco Fulvio Manzoni
- Parco Pasinetti
- Crystal Palace
- CAP Tower
- Torre Symbol

## Società

### Religione
Nel quartiere sono presenti due chiese parrocchiali della diocesi cattolica di Brescia: quella dedicata a San Giacinto e quella dedicata al Beato Luigi Palazzolo.

### Istituzioni, enti e associazioni
- IRCCS Centro San Giovanni di Dio Fatebenefratelli: l'ospedale detto "dei Pilastroni", affidato all'Ordine ospedaliero di San Giovanni di Dio, fino al 1978 operò come ospedale psichiatrico per poi specializzarsi nella riabilitazione delle persone con disturbi mentali gravi e delle persone affette dalla malattia di Alzheimer[13].

## Cultura
- Teatro Clerici: aperto nel 1983 sull'area dell'ex colonia elioterapica Villa Paradiso, ospita spettacoli, eventi politici e culturali.

## Infrastrutture e trasporti
La località è raggiungibile dagli svincoli di Labirinto (6) e via San Zeno (7) della tangenziale sud di Brescia.
In via Sostegno è presente un accesso alla stazione di Brescia; il quartiere è altresì servito da due fermate della metropolitana: Bresciadue e A2A Lamarmora. 
Tre autolinee di trasporto urbano percorrono l'interno del quartiere: la linea 4 (Stazione - Bresciadue Metro - Folzano), la 10 (Concesio - Poncarale) e la 13 (Gussago - Poliambulanza).